# أديلينا إسماعيلي
أديلينا إسماعيلي (من مواليد 14 ديسمبر 1979 في بريشتينا) مغنية وكاتبة أغاني كوسوفية، ممثلة، ومتسابقة ملكة جمال سابقة.
بعدما توجت أديلينا ملكة جمال كوسوفو في عام 1997.  هي واحدة من أكثر الفنانات شعبية في ألبانيا كوسوفو في جميع أنحاء ألبانيا وكوسوفو وجمهورية مقدونيا والقرى الألبانية العرقية في الجبل الأسود.

## نشأتها
أديلينا إسماعيلي هي أول طفلة لوالدين رجب ومنى إسماعيلي ، والدها مهندسة تقني وأمها أمينة مكتبة بالمهنة وأيضًا عملت في كلية الفلسفة في بريشتينا كمستشارة. في وقت لاحق ، بعد أن ترك النظام الصربي ، الذي تم تنصيبه في كوسوفو ، لدى أديلينا شقيقتان هم إيما وزانفينا، إيما إسماعيلي حاصلة على تعليم موسيقي في الموسيقى الكلاسيكية ذات الكمان ، وهي حاليًا مالك ومدير عام لمحلات So Chic في كوسوفو. تخرجت زانفينا إسماعيلي من مدرسة بريشتينا للموسيقى الكلاسيكية وحصلت على درجة الماجستير في البيانو ، وتخرجت من كلية الحقوق في بريشتينا وحصلت على لقب أفضل مغنية للأجيال الشابة في المناطق الناطقة باللغة الألبانية.

## الروابط الخارجية
- أديلينا إسماعيلي على إنستغرام